# 雄琴溫泉站 (江若鐵道)
雄琴溫泉站（日语：／ Ogoto-onsen eki */?）是位於滋賀縣大津市雄琴，江若鐵道的鐵路車站（廢站）。
此站最接近被稱為關西後客廳的溫泉街雄琴溫泉。

## 歷史
在1923年（大正12年）4月，江若鐵道叡山站至雄琴站之間開通時，此站啟用，當時此站名為雄琴站。在同年12月，路線延伸至堅田站。當時雄琴（滋賀郡雄琴村）是一個農漁村。翌年1924年開始開發雄琴溫泉後，加上江若鐵道開通，該處便變為度假勝地。在戰前發行的江若鐵道觀光資訊中，已經介紹雄琴是一個溫泉地點，從此可看見該處在早期已經變成觀光勝地。
在戰後，此站改名為雄琴溫泉。後來隨著雄琴合併至大津市（1951年），該處進行新的溫泉開發工程並取得成功，新設了新的溫泉旅館，使溫泉街的規模擴展。
江若鐵道在1969年（昭和44年）10月31日結束營業，車站在翌日11月1日廢除。在江若鐵道廢線後，湖西線也開設「雄琴站」（在2008年（平成20年）改名為雄琴溫泉站），該站是位於此站靠近山的一方。

### 年表
- 1923年（大正12年）
  - 4月1日：江若鐵道叡山站至此站之間開業，當時車站名為雄琴站[2][9]。
  - 12月1日：此站至堅田站之間開業[2][10]。
- 日時不詳（戰後）[11]：車站改名為雄琴溫泉站[1]。
- 1969年（昭和44年）11月1日：車站被廢除[2]。

## 車站構造
雄琴站內設有客運和貨運業務（一般車站）。此站可進行列車交會（停車場）。站內設有2面3線的月台（單式月台和島式月台）。在車站靠近站舍一方設有貨物月台。
站舍是在路軌西邊（堅田方向的列車可右左看）。在西近江路對出設有站前廣場。
於站內的站名牌中，截至廢線1969年，車站平假名出現歷史假名遣，以「をごとおんせん」標記。

## 使用狀況
以下為開業起數年之間的一年上下車人次和貨物起卸量：
| 一年客量和貨物起卸量： | 一年客量和貨物起卸量： | 一年客量和貨物起卸量： | 一年客量和貨物起卸量： | 一年客量和貨物起卸量： | 一年客量和貨物起卸量： |
| 年                     | 旅客                   | 旅客                   | 貨物                   | 貨物                   | 參考資料               |
| 年                     | 乘車                   | 下車                   | 發送                   | 到達                   | 參考資料               |
| ---------------------- | ---------------------- | ---------------------- | ---------------------- | ---------------------- | ---------------------- |
| 1923年                 | 37,312人               | 35,572人               | 176公噸                | 202公噸                | [ 17 ]                 |
| 1924年                 | 52,212人               | 56,561人               | 72公噸                 | 62公噸                 | [ 18 ]                 |
| 1931年                 | 54,800人               | 54,171人               | 334公噸                | 209公噸                | [ 19 ]                 |
| 1934年                 | 48,812人               | 47,700人               | 389公噸                | 323公噸                | [ 20 ]                 |
| 1935年                 | 52,052人               | 49,451人               | 220公噸                | 256公噸                | [ 21 ]                 |
| 1936年                 | 52,942人               | 50,236人               | 209公噸                | 349公噸                | [ 22 ]                 |

## 車站周邊
車站位於雄琴溫泉的溫泉街內。車站遺址變成大津市政廳雄琴市民中心和便利店。此站附近的路軌遺址變成了並行道路國道161號（現時：滋賀縣道558號高島大津線）的擴寬用地。在車站北方，於衣川一丁目附近會開始與國道（後來變為縣道）分雜，向西邊前進，進入靠近山邊的地帶。從此站至天神川前之間還可看見一些路堤，這些路堤自江若鐵道營業已經存在。
在此站廢除後，湖西線沒有像江若鐵道一樣於雄琴溫泉街內行走，湖西線取道較西的山邊和隧道。這是由於地形和地質，加上新路線會讓溫泉旅館承受噪音和景觀影響，使把路線向山一方遷移。

## 相鄰車站
江若鐵道
江若鐵道線
日吉－雄琴溫泉－堅田

## 注腳
1. 1 2 3 4 5 6  江若鉄道の思い出，第38頁.
2. 1 2 3 4 5 6  今尾 2008，第31–32頁.
3. ↑  田中, 宇田 & 西藤 1998，第394頁.
4. 1 2  新修大津市史第7巻，第341–342頁.
5. ↑  江若鉄道の思い出，第40頁.
6. 1 2 3  江若鉄道の思い出，第41頁.
7. ↑  江若鉄道の思い出，第124頁.
8. 1 2  レイル，第80頁.
9. ↑  「地方鉄道運輸開始」《官報》1923年4月6日（國立國會圖書館數碼化資料）
10. ↑  「地方鉄道運輸開始」《官報》1923年12月8日（國立國會圖書館數碼化資料）
11. ↑  今尾 2008，第32頁指出在1952年至1962年之間。
12. 1 2 3  竹内 1967.
13. 1 2  寺田 2010，第10頁.
14. ↑  レイル，第79頁.
15. 1 2  レイル，第81頁.
16. ↑  江若鉄道の思い出，第39頁.
17. ↑  《滋賀縣統計全書》大正12年版（國立國會圖書館數碼化資料）
18. ↑  《滋賀縣統計全書》大正13年版（國立國會圖書館數碼化資料）
19. ↑  《滋賀縣統計全書》昭和6年版（國立國會圖書館數碼化資料）
20. ↑  《滋賀縣統計全書》昭和9年版（國立國會圖書館數碼化資料）
21. ↑  《滋賀縣統計全書》昭和10年版（國立國會圖書館數碼化資料）
22. ↑  《滋賀縣統計全書》昭和11年版（國立國會圖書館數碼化資料）
23. 1 2 3  寺田 2010，第24–25頁.
24. ↑  新・鉄道廃線跡を歩く，第32頁.
25. ↑  吉田 1998，第187頁.
26. 1 2  吉田 1998，第186頁.

## 相關項目
- 日本鐵路車站列表 Hi

## 外部連結
- 江若鐵道雄琴溫泉站遠眺（昭和30年代）｜大津舊照片 （页面存档备份，存于） - 大津市歷史博物館（日语：大津市歴史博物館）